# Евілар
Евілар (фр. Evilard) — громада  в Швейцарії в кантоні Берн, адміністративний округ Біль.

## Географія
Громада розташована на відстані близько 28 км на північний захід від Берна.
Евілар має площу 3,7 км², з яких на 29,2% дозволяється будівництво (житлове та будівництво доріг), 30,2% використовуються в сільськогосподарських цілях, 40,6% зайнято лісами, 0% не є продуктивними (річки, льодовики або гори).

## Демографія
2019 року в громаді мешкало 2654 особи (+11,9% порівняно з 2010 роком), іноземців було 13,9%. Густота населення становила 717 осіб/км².
За віковим діапазоном населення розподілялося таким чином: 23,9% — особи молодші 20 років, 52,6% — особи у віці 20—64 років, 23,5% — особи у віці 65 років та старші. Було 1080 помешкань (у середньому 2,4 особи в помешканні).
Із загальної кількості 343 працюючих 20 було зайнятих в первинному секторі, 28 — в обробній промисловості, 295 — в галузі послуг.